# Armée de Mayence

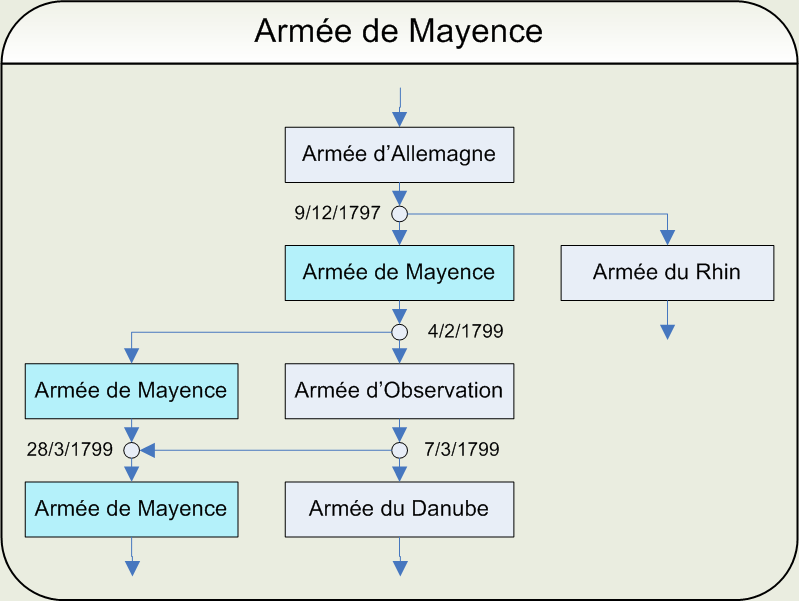
Entwicklung der Armée de Mayence

Die Armée de Mayence (deutsch: Armee von Mainz) war eine 1797 aufgestellte Revolutionsarmee der Ersten Französischen Republik. Sie nahm an den Kämpfen gegen die Koalitionstruppen in Europa teil.

## Entstehung und Weiterentwicklung
Die Armée de Mayence wurde durch eine Verordnung vom 9. Dezember 1797 (19 frimaire an VI) gebildet, welche am 14. und 16, Dezember umgesetzt wurde. Diese Verordnung teilte die Armée d’Allemagne in die Armée de Mayence und die Armée du Rhin (Rheinarmee). Weitere Umstrukturierungen folgten später. Durch eine weitere Verordnung vom 3. Februar 1799 (15 pluviôse an VII), umgesetzt zwischen dem 4. und 9. Februar, entstand eine neue Armee. Diese wurde mit der Armee d’Observation zusätzlich zur Ergänzung der Armée de Mayence ausgebildet. Mit Verordnung vom 28. März 1799 verblieb die Fraktion der Armée d’Observation, nach dem Aufbau der Armée du Danube, in der Armée de Mayence.

## Generäle der Armée de Mayence
- 16. Dezember 1797 bis 29. Juli 1798: Jacques Maurice Hatry
  - 5. Juni bis 20. November, unterstellt: das corps du Haut-Rhin: François Joseph Lefebvre
- 30. Juli bis 7. Oktober 1798: Barthélemy Catherine Joubert
- 8. bis 25. Oktober 1798, intérimsmäßig: François Joseph Lefebvre
- 26. bis 31. Oktober 1798, intérimsmäßig: Pierre Marie Barthélemy Ferino
- 1. November 1798 bis 6. März 1799: Jean-Baptiste Jourdan, zusammen mit dem Oberkommando der Armée d’Helvétie durch Verordnung vom 5. November 1798, und später 9. Februar in der Armée d’Observation
  - 9. bis 18. Februar, vorläufig Jourdan unterstellt, in der Armée d’Observation: Henri François Delaborde
  - 24. Februar bis 8. April, Jourdan unterstellt, l’armée d’Observation: Jean-Baptiste Bernadotte